# Кутра (коммуна)
Кутра́ (фр. Coutras) — коммуна во Франции в регионе Новая Аквитания, департамента Жиронда. Население по состоянию на 2009 год составляет 7 974 человек . Расположен 470 км к югу от Парижа и 45 км северо-восточнее от Бордо.

## Галерея

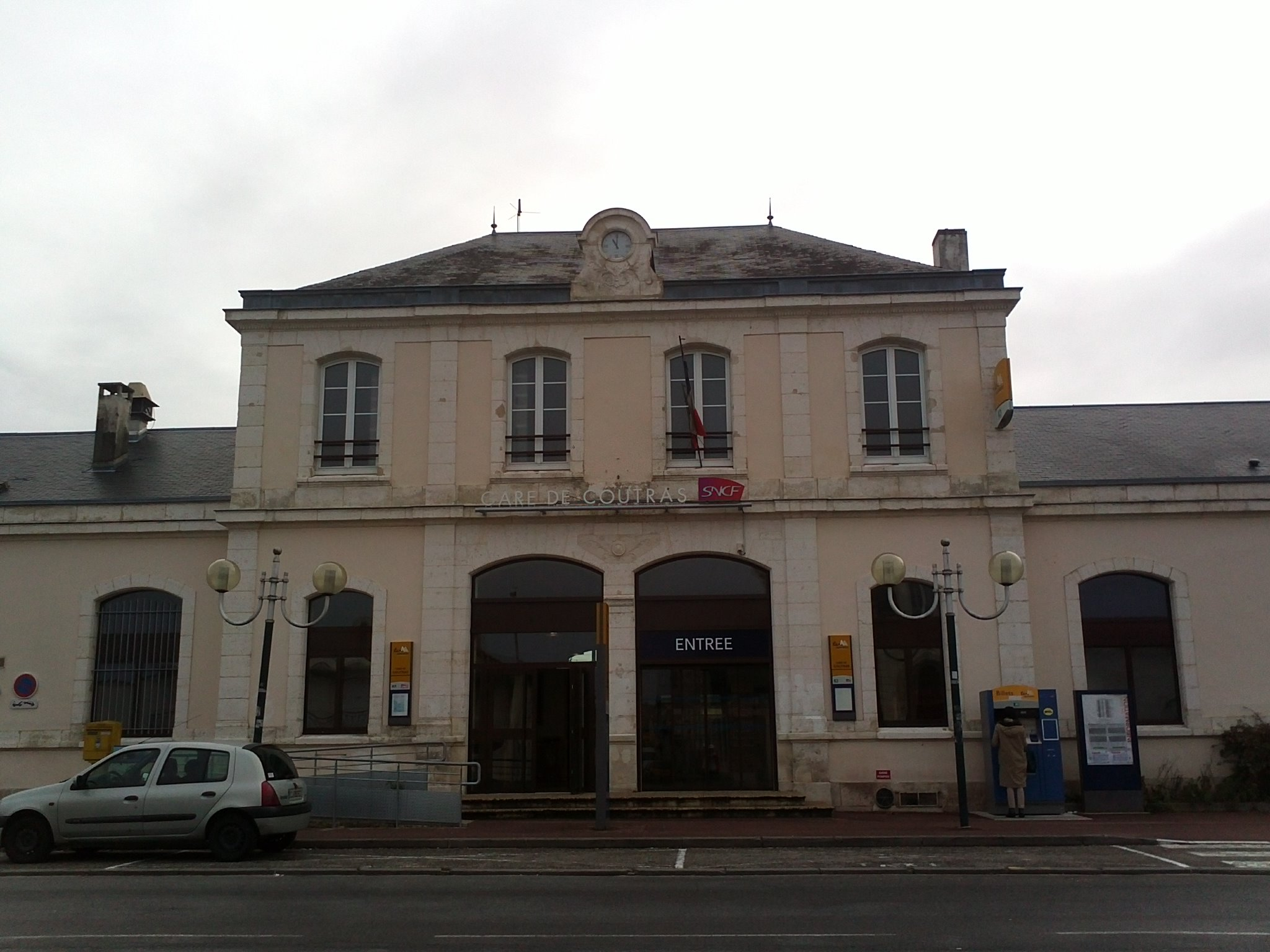
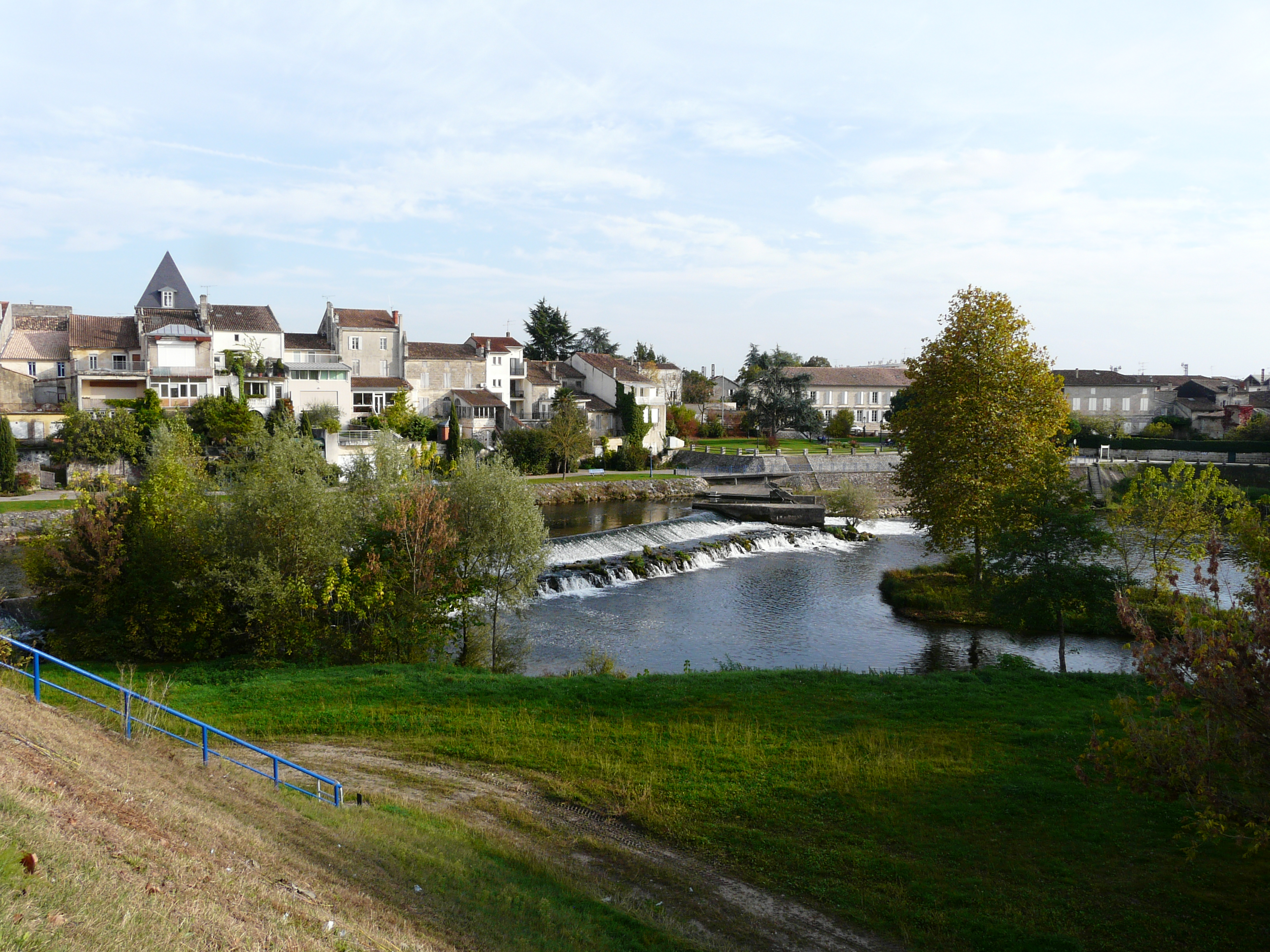
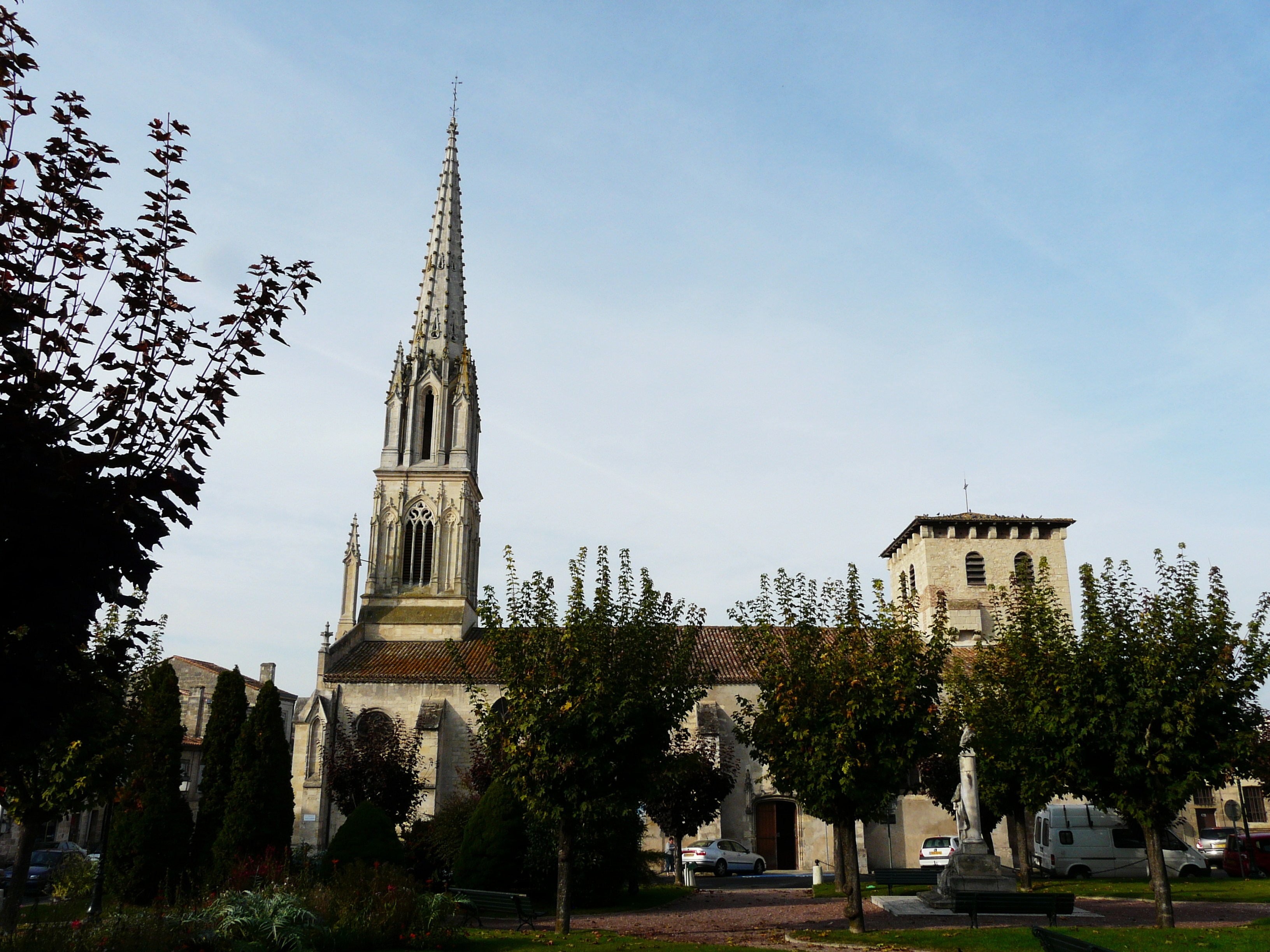
Церковь Сент-Жан-Батист